# Romică Andreica
Romică Andreica (* 25. August 1970 in Fălticeni, Kreis Suceava) ist ein rumänischer Politiker und war von 2005 bis 2008 Abgeordneter der rumänischen Abgeordnetenkammer. 
Andreica studierte an der Technischen Universität Iași und machte dort 1994 seinen Abschluss als Ingenieur. Er trat 1997 der Partidul Național Liberal (PNL) bei und war bis 2005 auf lokalpolitischer Ebene aktiv. Andreica rückte am 3. Februar 2005 für Orest Onofrei in das Parlament nach. Bis Dezember 2006 war er Mitglied der PNL, anschließend war er bis Februar 2008 parteilos, bevor er sich der Partidul Democrat Liberal (PDL) anschloss.